# Округ Спенсер (Кентаки)
Спенсер (енгл. Spencer County) је округ у америчкој савезној држави Кентаки.

## Демографија
По попису из 2010. године број становника је 17.061, што је 5.295 (45,0%) становника више него 2000. године.
| Група             | 2000.          | 2010.          |
| Белци             | 11.377 (96,7%) | 16.278 (95,4%) |
| Афроамериканци    | 133 (1,1%)     | 258 (1,5%)     |
| Азијати           | 10 (0,1%)      | 70 (0,4%)      |
| Хиспаноамериканци | 132 (1,1%)     | 239 (1,4%)     |
| Укупно            | 11.766         | 17.061         |